# نات کرون
نات کرون (انگلیسی: Knut Kroon; ۱۹ ژوئن ۱۹۰۶ – ۲۷ فوریهٔ ۱۹۷۵) بازیکن فوتبال اهل سوئد بود.
از باشگاه‌هایی که در آن بازی کرده‌است می‌توان به باشگاه فوتبال هلسینگبورگس اشاره کرد.
وی همچنین در تیم ملی فوتبال سوئد بازی کرده‌است.